# Urmet
Urmet è un'azienda italiana che progetta, sviluppa e commercializza sistemi videocitofonici, citofonici, telefonici, sistemi per l'automazione e il controllo degli accessi, sistemi professionali di antintrusione, antincendio e videosorveglianza.
Fa parte del Gruppo Urmet, realtà italiana che opera nel settore della comunicazione e della sicurezza integrata, della gestione e risparmio di energia e delle telecomunicazioni.

## Storia
La società nacque a Torino come ditta individuale nel 1924 — due anni dopo la nascita della Mario Pinto, altra storica impresa torinese. Le due aziende fondate da Mario Pinto condividevano un capannone industriale in via Sacra San Michele 55. Lo scopo iniziale della Urmet è riassunto nell’acronimo, ovvero utilizzo e recupero del materiale elettrico e telefonico, molto ricercato dopo la distruzione causata dalla Grande Guerra. Lo stabilimento della Pinto e della Urmet venne gravemente danneggiato dal bombardamento della RAF nel 1942 ma prontamente ricostruito. Mario Pinto iniziò ad interessarsi anche alla telefonia e lavorò per la Stipel (principale società telefonica di Piemonte e Lombardia) riparando telefoni e centralini. Nel 1937 entrarono in azienda l’ing. Alfiero Mondardini e il sig. Vittorio Caramella, dirigenti Stipel. Mario Pinto continuò a guidare la Urmet che fu trasformata in Spa nel 1952 mantenendo sempre la carica di amministratore unico fino al 30 settembre 1962, giorno della sua prematura scomparsa. Un anno dopo nel 1963, il controllo della società venne ceduto ai Signori Mondardini e Caramella. Mario Pinto fu insignito del titolo di Commendatore della Repubblica per l’impegno profuso nella sua attività di imprenditore. Con gli anni sessanta inizia lo sviluppo del settore della telefonia pubblica, grazie anche alla costituzione della Urmet Sud (in seguito Urmet Sistemi e quindi Urmet Tlc), con uno stabilimento a Castel Romano nei pressi di Pomezia, realizzato anche grazie al contributo della Cassa del Mezzogiorno. Lo stabilimento di Torino, ampliato e ristrutturato, inizia la produzione dei telefoni pubblici a gettone (U+I) e, dagli anni settanta, di quelli a gettone e moneta (GM). La diffusione della telefonia pubblica in Italia rappresenterà il business principale della URMET fino agli anni novanta, conoscendo uno sviluppo ulteriore con l'introduzione delle carte telefoniche prepagate, inventate dall'ingegnere Massimo Mondardini negli anni ottanta. Fu proprio grazie al monopolista pubblico che Urmet conobbe il suo maggiore sviluppo, probabilmente anche in virtù dei buoni rapporti tra Mondardini e Paolo Benzoni, amministratore delegato della società telefonica pubblica nel corso degli anni ottanta. Risale a quel periodo il brevetto del primo sistema di centrale per la gestione di telefoni pubblici a carta di credito, NTP.
Nel 1989 viene avviata l'acquisizione della Daruma in Brasile, che diventerà Urmet Daruma. Durante gli anni novanta i telefoni pubblici URMET (Tpe200, Team, Tpc200, Plurima, Optima, Club e Digito) a schede prepagate vennero esportati in Austria, Spagna, Polonia, Thailandia, Cuba, Colombia, Bolivia, Egitto.
Con la diffusione della telefonia cellulare negli anni novanta, la telefonia pubblica venne progressivamente disinvestita da Telecom, costringendo Urmet Tlc a trovare nuovi ambiti di sviluppo nel settore del pagamento elettronico; inizia la produzione di diversi modelli di POS nello stabilimento di Castel Romano, e successivamente investe nel settore delle intercettazioni telefoniche.
Il settore della videocitofonia, confluito nella Urmet Domus nel 1996, vede uno sviluppo costante con l'acquisizione nel corso degli anni di altre aziende nell'ambito della domotica e sicurezza (Sideltronic, Elkron, Sira, Aprimatic, GLT, Simon). Nel 2000 URMET Domus diventa la capofila del Gruppo, che annovera dal 1999 anche Urmet Engineering.
I primi anni 2000 iniziano a segnare un certo declino del Gruppo e la crisi che colpisce Urmet Tlc. In quel periodo scoppia lo scandalo intercettazioni della RCS (Research Control System), società controllata che distribuiva gli apparati di intercettazione, oltre al flop del videotelefono Telecom, progettato e prodotto da Urmet. Concorrono alla fase calante l'onerosa acquisizione della canadese King Products e al crollo del valore di Hopa, la holding che aveva scalato Telecom.
A partire dal 2004, l'azienda entra in crisi e ricorre allo strumento della mobilità. Nel 2005 viene ceduta la Marel di Avezzano, che con i suoi 50 dipendenti eseguiva il montaggio delle schede elettroniche. A luglio del 2008 viene ceduta la RCS e chiuso lo stabilimento di via Bologna a Torino: sono licenziati 66 lavoratori, 39 finiscono in cassa integrazione straordinaria per un anno e ben 97 trasferiti nello stabilimento di Ivrea. Il core business diventano la progettazione e la logistica, mentre la produzione e il resto vengono messi in vendita. Tra questi anche le attività svolte per conto delle procure. Altri 60 lavoratori sono messi in cassa integrazione nello stabilimento di Castel Romano, che negli anni perde più della metà dei dipendenti. Sempre nel 2008 viene ceduto il ramo d'azienda che si occupava dei POS (Monetica) ad un imprenditore, che liquiderà i 14 dipendenti e l'attività produttiva, acquisita da URMET, l'anno seguente.

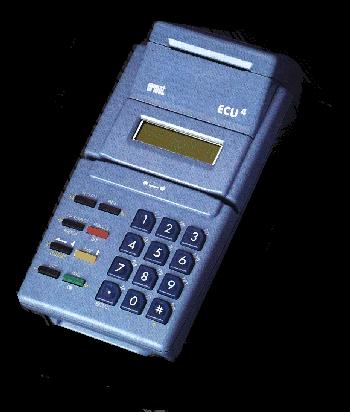
Pos Ecu4
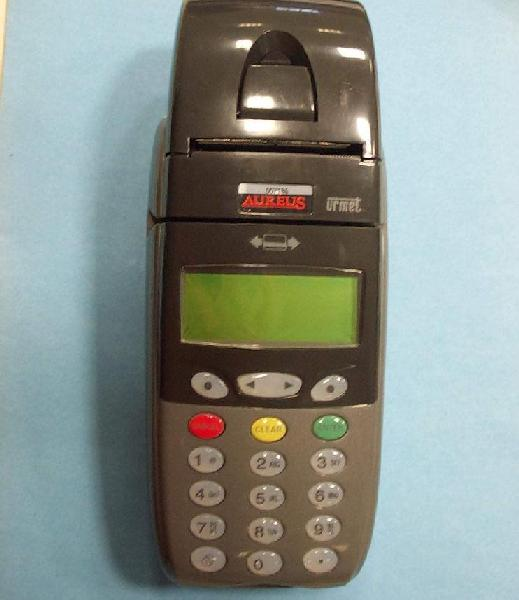
Pos Aureus
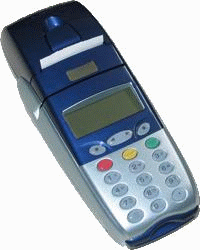
Pos Aureus Plus

Urmet Sistemi S.p.A. nasce a Roma alla fine nel 2011 attraverso la fusione di due componenti, una derivante dalla cessione del ramo d'impresa “Area Sicurezza e sistemi per Ferrovie” da parte della Urmet TLC S.p.A., e l'altra rappresentata dalla società di software Intellisoftware S.r.l. di proprietà della Tecnit S.r.l., già presente nel settore delle intercettazioni ambientali e dei servizi software per le intercettazioni. L'unione di queste due esperienze, peraltro rappresentata anche dall’Ing. Luigi Malavisi, già Direttore Generale e Vicepresidente di Urmet all'inizio degli anni 2000, consente alla neo Urmet Sistemi di riprendere tutta l'esperienza della Urmet TLC nel campo degli apparati per le intercettazioni legali, legandola e ampliandola con ulteriori servizi software a valle del processo di mera fornitura di apparati e sonde dedicate. Dal 2012 Urmet Sistemi partecipa alla definizione di regole tecniche comuni per le intercettazioni legali all'interno dell'associazione non profit ELISS, che ha proposto uno standard de facto per l'Italia dove, a differenza degli altri paesi UE, manca una regolamentazione tecnica del settore.

## Struttura del Gruppo Urmet
Attualmente il Gruppo Urmet, che conta 2200 collaboratori in più di 100 paesi ed un fatturato prossimo ai 300 milioni di euro, è composto da:
- URMET Domus (capofila) - Videocitofonia, Automazione degli ediﬁci, TVCC, Telefonia, Sistemi antintrusione ﬁlari e wireless, Sistemi antincendio, Videosorveglianza
- Urmet Engineering - Soluzioni di sicurezza integrata
- Simon Urmet - Serie civili
- Aprimatic - Automatismi cancelli
- GLT - Sistemi di gestione per strutture ricettive Automazione alberghiera e ospedaliera
- FDI - Controllo accessi residenziale
- Grothe - Sistemi di suoneria
- Golmar - Sistemi videocitofonici
- Aurine - Sistemi videocitofonici digitali
- UEL - Sistemi videocitofonici e di sicurezza
- SCS Sentinel - Automatismi cancelli, videocitofonia, sistemi di suoneria, videosorveglianza (per i privati)

oltre Urmet Daruma in Brasile e numerose consociate in tutto il mondo.